# Stefano Ferretti
Stefano Ferretti (Roma, 2 marzo 1960) è un allenatore di calcio ed ex calciatore italiano, di ruolo centrocampista.

## Carriera

### Giocatore

Ferretti al Pescara nel 1989, in scivolata sullo juventino Rui Barros.

Esordisce in Serie A il 29 ottobre 1978, con la maglia della Lazio, club nel quale era cresciuto tra le giovanili.
Nei primi anni 1980, dopo un campionato in prestito a Empoli e un'altra stagione in biancoceleste, passa nel 1982 alla SPAL dove rimane per un quadriennio, cui segue un torneo con la maglia dell'Ancona.
Nell'agosto del 1987, scaduto il contratto coi marchigiani, raggiunge il raduno degli svincolati a Pomezia, il primo in Europa, per non perdere la condizione di forma, guidato da Giancarlo De Sisti.
Dopo pochi giorni si accorda con il Pescara rimanendo con gli abruzzesi fino al 1994. In questi anni diviene il più presente tra le file del Pescara nel biennio 1989-1991, giocando due campionati interi di B.
Appende gli scarpini al chiodo nel 1996, dopo un ultimo biennio da calciatore in cui si divide tra Novara e Chieti. 

### Allenatore
Il 3 Settembre 2014 presso il centro Tecnico federale di Coverciano ha conseguito attraverso una tesi l'abilitazione ad Allenatore MASTER UEFA PRO, collabora inoltre come insegnante istruttore presso la Soccer Academy 1 vs 1 di Maurizio Silvestri.
Nel 2018 è alla guida dell'Atletico Torrenova, mentre nel 2019 e nel 2020 allena la Vis Subiaco
Dal 2023 è responsabile della scuola calcio e dal 2024 è allenatore dell'U19 del Valmontone 1921

## Statistiche

### Presenze e reti nei club
| Stagione            | Squadra         | Campionato      | Campionato | Campionato | Coppe nazionali | Coppe nazionali | Coppe nazionali | Coppe continentali | Coppe continentali | Coppe continentali | Altre coppe | Altre coppe | Altre coppe | Totale | Totale |
| Stagione            | Squadra         | Comp            | Pres       | Reti       | Comp            | Pres            | Reti            | Comp               | Pres               | Reti               | Comp        | Pres        | Reti        | Pres   | Reti   |
| ------------------- | --------------- | --------------- | ---------- | ---------- | --------------- | --------------- | --------------- | ------------------ | ------------------ | ------------------ | ----------- | ----------- | ----------- | ------ | ------ |
| 1977-1978           | Lazio           | A               | 0          | 0          | CI              | -               | -               | -                  | -                  | -                  | -           | -           | -           | 0      | 0      |
| 1978-1979           | Lazio           | A               | 1          | 0          | CI              | -               | -               | -                  | -                  | -                  | -           | -           | -           | 1      | 0      |
| 1979-1980           | Lazio           | A               | 5          | 0          | CI              | -               | -               | -                  | -                  | -                  | -           | -           | -           | 5      | 0      |
| 1980-1981           | Empoli          | C1              | 31         | 3          | CI-S            | 3               | 0               | -                  | -                  | -                  | -           | -           | -           | 34     | 3      |
| 1981-1982           | Lazio           | A               | 26         | 3          | CI              | ?               | ?               | -                  | -                  | -                  | -           | -           | -           | 26+    | 3+     |
| lug.-ott. 1982      | Lazio           | A               | 0          | 0          | -               | -               | -               | -                  | -                  | -                  | -           | -           | -           | -      | -      |
| Totale Lazio        | Totale Lazio    | Totale Lazio    | 32         | 3          |                 | ?               | ?               |                    | -                  | -                  |             | -           | -           | 32+    | 3+     |
| ott. 1982-giu. 1983 | SPAL            | C1              | 26         | 6          | CI-C            | ?               | ?               | -                  | -                  | -                  | -           | -           | -           | 26+    | 6+     |
| 1983-1984           | SPAL            | C1              | 31         | 8          | CI-C            | ?               | ?               | -                  | -                  | -                  | -           | -           | -           | 31+    | 8+     |
| 1984-1985           | SPAL            | C1              | 32         | 6          | CI-C            | ?               | ?               | -                  | -                  | -                  | -           | -           | -           | 32+    | 6+     |
| 1985-1986           | SPAL            | C1              | 32         | 3          | CI-C            | ?               | ?               | -                  | -                  | -                  | -           | -           | -           | 32+    | 3+     |
| Totale SPAL         | Totale SPAL     | Totale SPAL     | 121        | 23         |                 | ?               | ?               |                    | -                  | -                  |             | -           | -           | 121+   | 23+    |
| 1986-1987           | Ancona          | C1              | 27         | 1          | CI-C            | ?               | ?               |                    | -                  | -                  | -           | -           | -           | 27+    | 1+     |
| 1987-1988           | Pescara         | A               | 11         | 0          | CI              | ?               | ?               | -                  | -                  | -                  | -           | -           | -           | 11+    | 0+     |
| 1988-1989           | Pescara         | A               | 25         | 0          | CI              | 5               | 0               | -                  | -                  | -                  | -           | -           | -           | 30     | 0      |
| 1989-1990           | Pescara         | B               | 38         | 1          | CI              | ?               | ?               | -                  | -                  | -                  | -           | -           | -           | 38+    | 1+     |
| 1990-1991           | Pescara         | B               | 38         | 2          | CI              | ?               | ?               | -                  | -                  | -                  | -           | -           | -           | 38+    | 2+     |
| 1991-1992           | Pescara         | B               | 28         | 2          | CI              | ?               | ?               | -                  | -                  | -                  | -           | -           | -           | 28+    | 2+     |
| 1992-1993           | Pescara         | A               | 26         | 1          | CI              | ?               | ?               | -                  | -                  | -                  | -           | -           | -           | 26+    | 1+     |
| 1993-1994           | Pescara         | B               | 27         | 2          | CI              | ?               | ?               | -                  | -                  | -                  | -           | -           | -           | 27+    | 2+     |
| Totale Pescara      | Totale Pescara  | Totale Pescara  | 193        | 8          |                 | 5+              | 0+              |                    | -                  | -                  |             | -           | -           | 198+   | 8+     |
| 1994-1995           | Novara          | C2              | 10         | 3          | CI-C            | ?               | ?               | -                  | -                  | -                  | -           | -           | -           | 10+    | 3+     |
| 1995-1996           | Chieti          | C1              | 28         | 0          | CI-C            | ?               | ?               |                    | -                  | -                  | -           | -           | -           | 28+    | 0+     |
| Totale carriera     | Totale carriera | Totale carriera | 442        | 41         |                 | 8+              | 0+              |                    | -                  | -                  |             | -           | -           | 450+   | 41+    |

## Palmarès

### Giocatore

#### Club

##### Competizioni giovanili
- Campionato Allievi Nazionali: 2

Lazio: 1976-1977, 1977-1978
- Coppa Italia Primavera: 1

Lazio: 1978-1979